# هوسمان

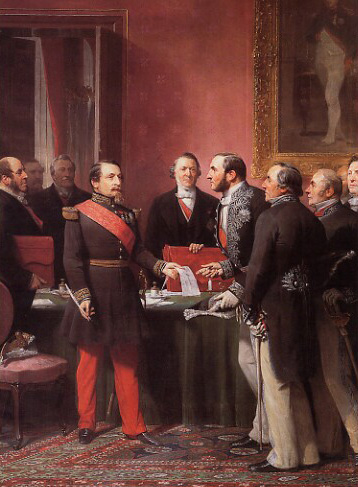
نابليون الثالث يسلم البارون هوسمان قرار إعادة تأهيل باريس

جورج أوجين هوسمان بالفرنسية (Georges Eugène Haussmann) ولد في 27 مارس/ آذار 1809 في باريس وتوفي فيها في 11 يناير، كانون الثاني 1891، مهندس وسياسي فرنسي معروف وضعع مخطط باريس في القرن التاسع عشر والمُسمى بـ «المخطط الهوسماني» ووضع كذلك نظام البولفارد في باريس. وكان محافظ لمنطقة نهر السين من 1853 إلى 1870.

## قصة تخطيط باريس
قاد التحول الكبير لباريس في عهد الامبراطورية الثانية ووضع خطة شاملة لتحسين الوضع المعماري لهذه المدينة . ففي منتصف القرن التاسع عشر كانت شوارع باريس لا تزال مظلمة وضيقة وغير صحية. ومن جهة أخرى وخلال منفاه في بريطانيا (1846-1848)، كان لويس نابليون بونابرت قد أعجب كثيرا من غرب لندن. وإعادة إعمار العاصمة الإنجليزية بعد حريق كبير في عام 1666 جعلت هذه المدينة معيارا للنظافة والتخطيط العمراني الحديث. وأراد هذا الإمبراطور أن يجعل باريس مدينة مرموقة أيضاً: وكانت هذه نقطة البداية لعمل المحافظ الجديد.

## هدف المخطط الجديد
كان فحوى هذه المشاريع العمرانية الضخمة هو تمكين تدفق أفضل للتدفقات من جهة والبضائع ولتحسين الكفاءة الاقتصادية، وثانياً الهواء والماء.
وثمة هدف آخر، هو الدافع السياسي ولو بشكل أقل، هو منع الانتفاضات المحتملة، وكانت قد كثُرت في باريس بعد ثورة 1789، وارتفع عدد الناس . وكذلك تنظيف وسط باريس، هوسمان كان قد فكك العديد من البؤر.

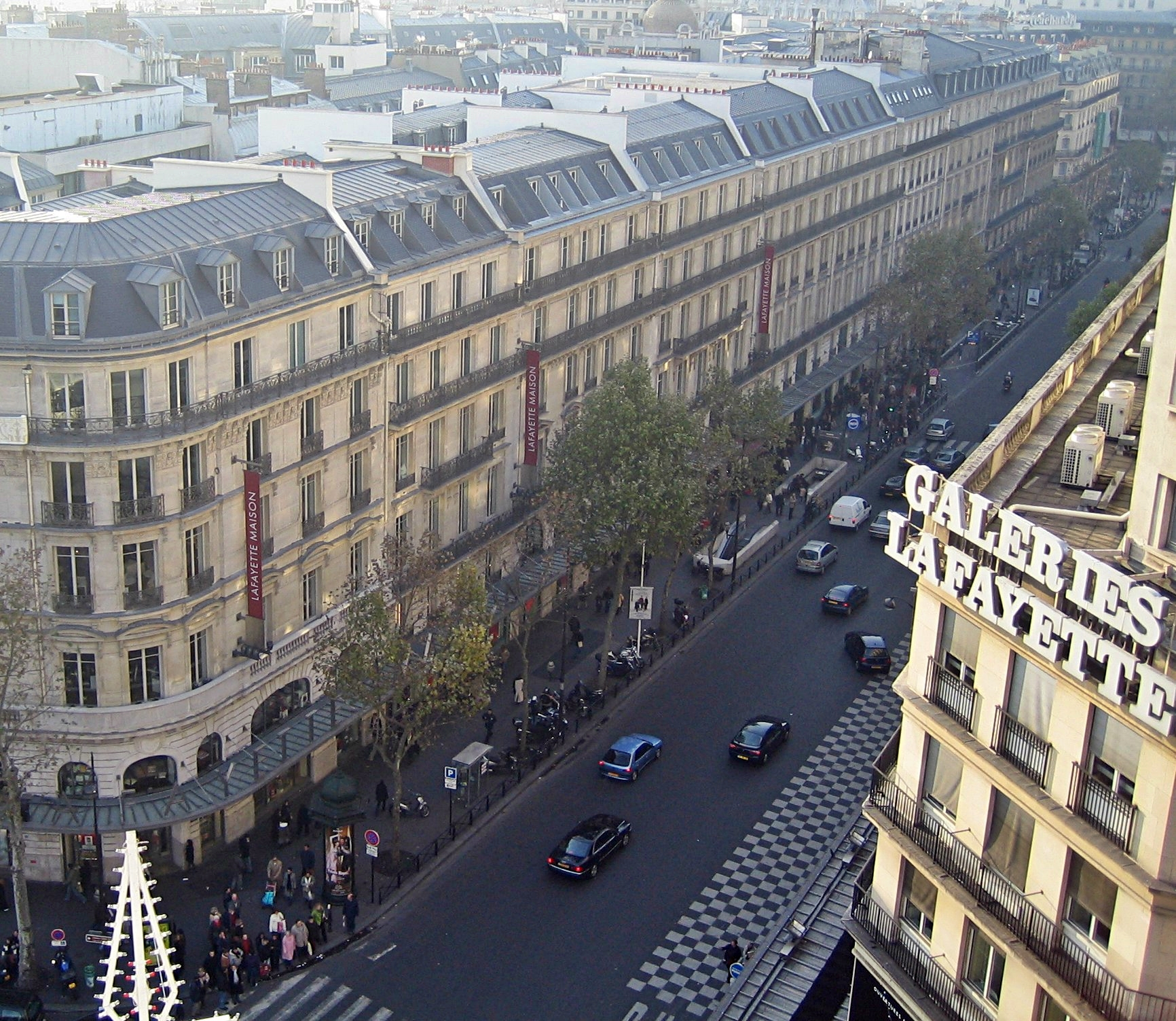
بولفارد هوسمان ويظهر شكل البنايات الهوسماني

## وفاته
مات هوسمان في 11 شباط 1891 وقبره في مقبرة بير لاشيز

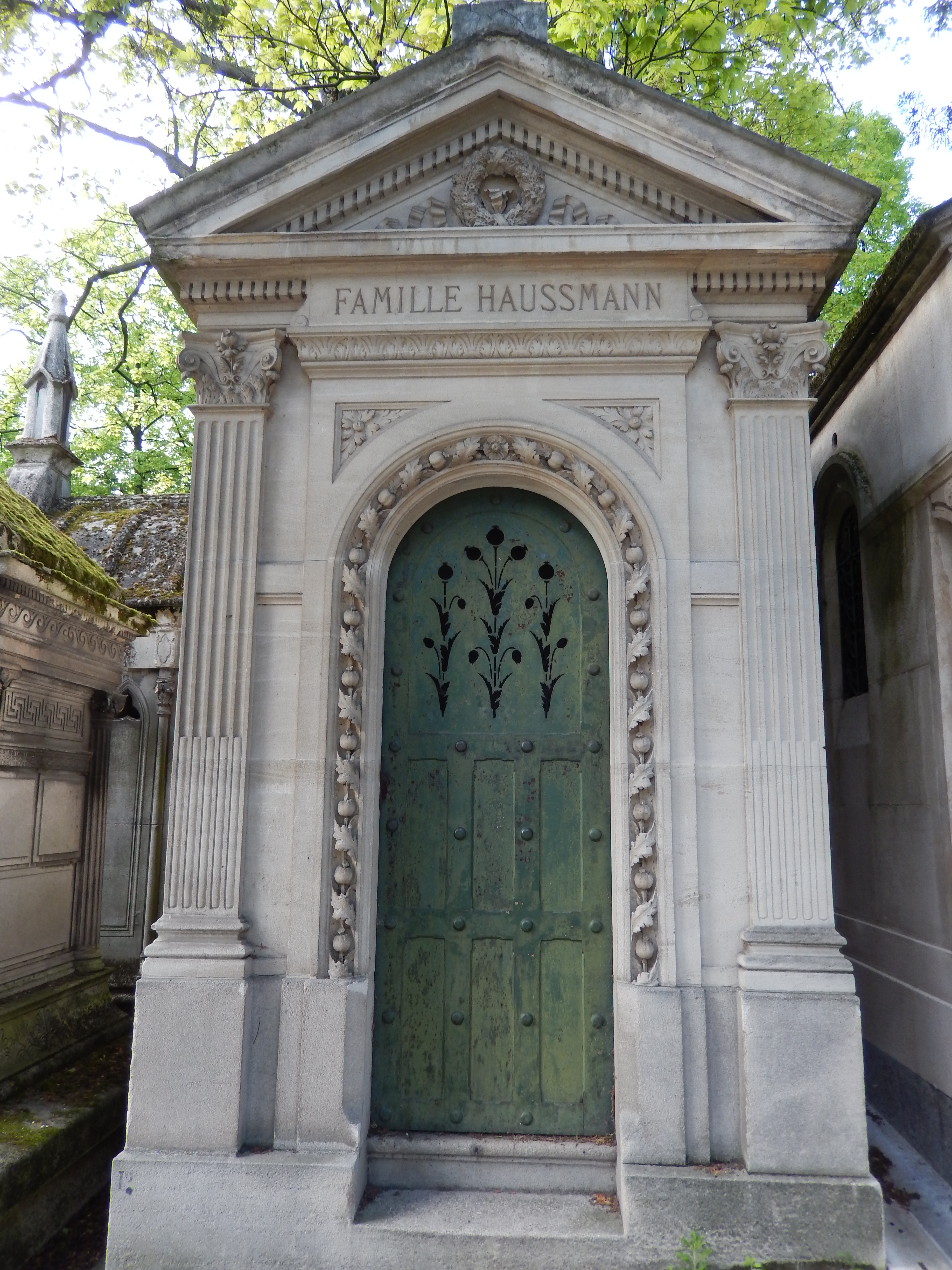
قبر هوسمان في القسم 4 من مقبرة بير لاشيز

.

## معرض صور

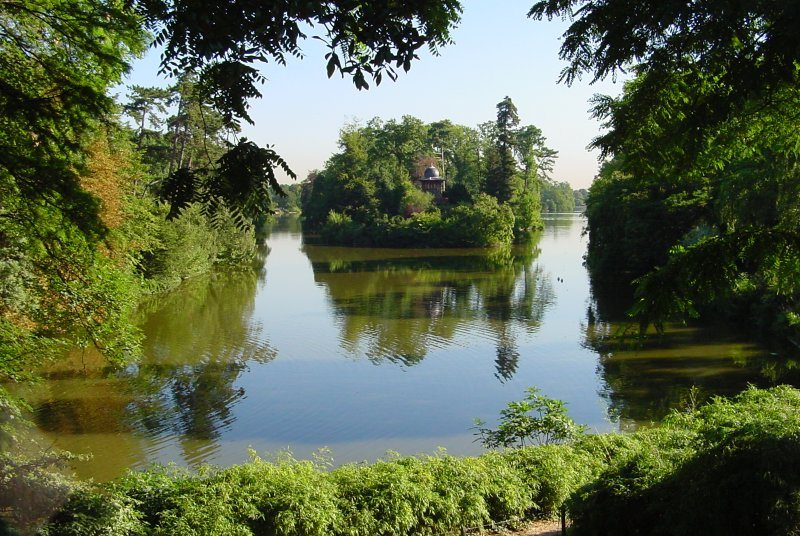
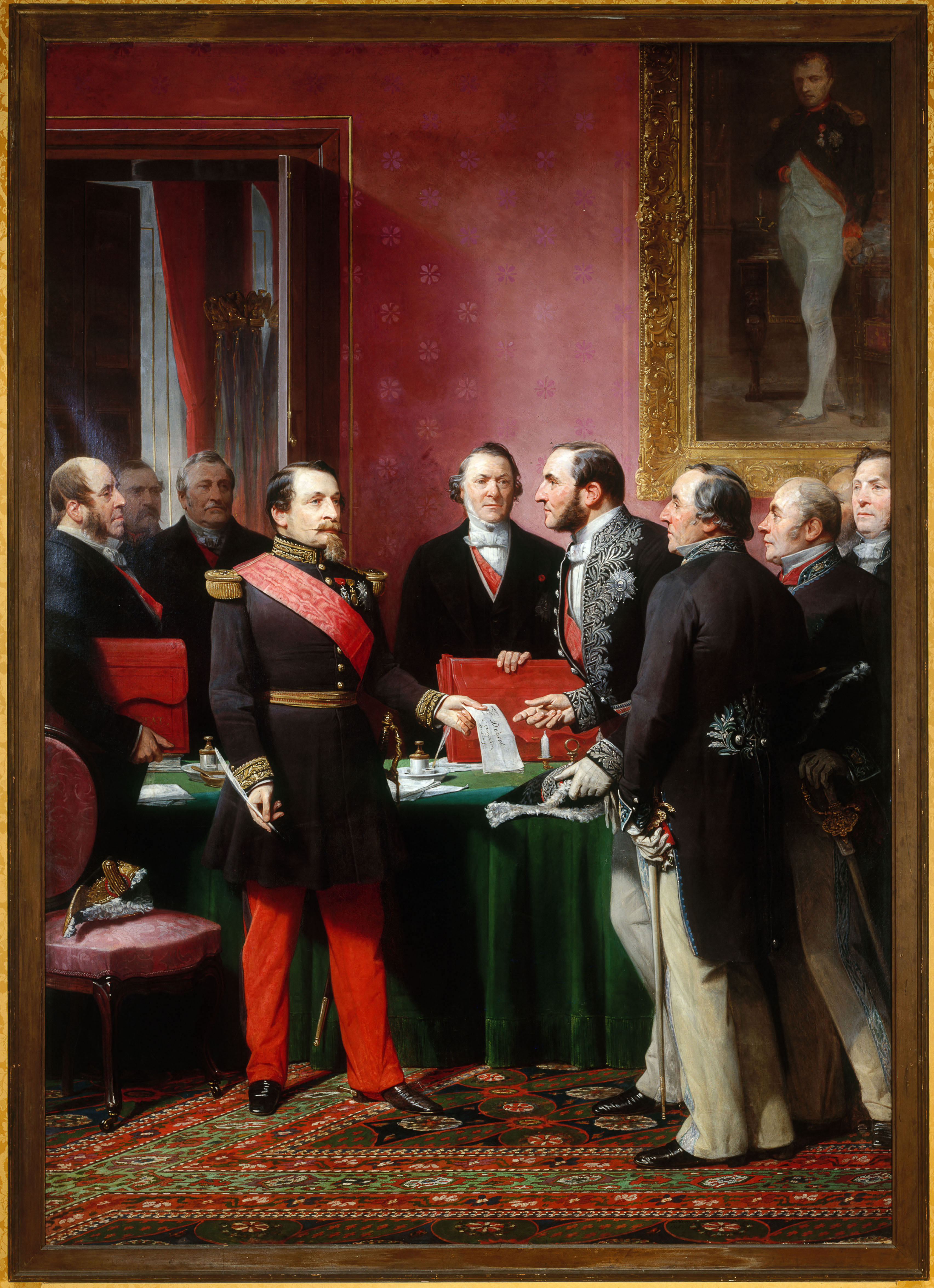
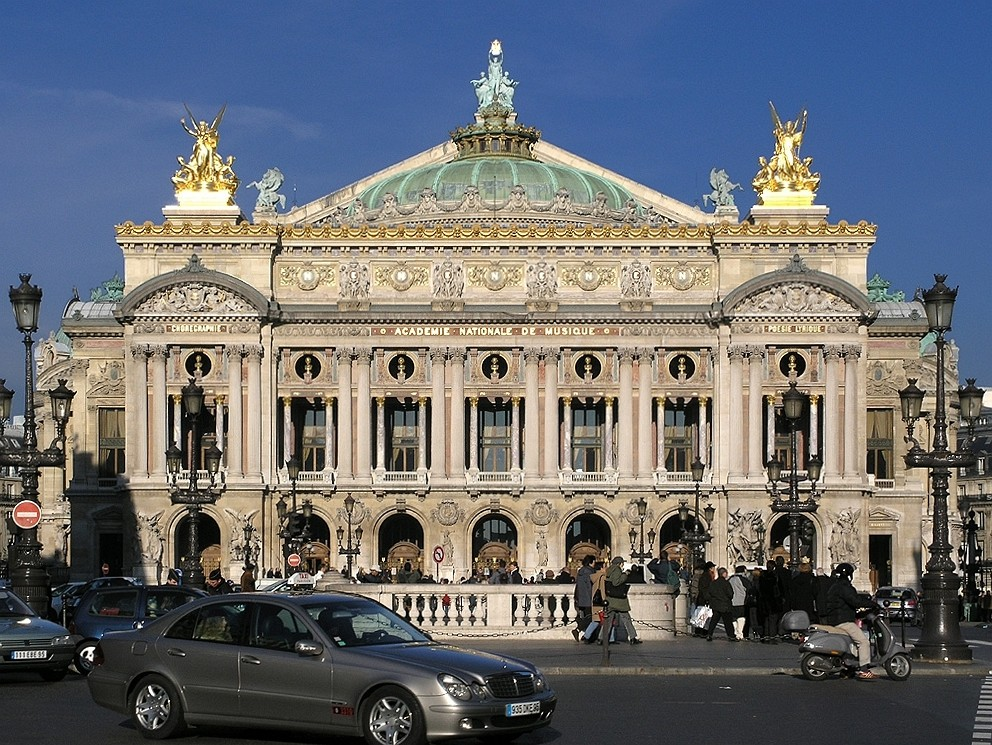

## وصلات خارجية
- هوسمان على موقع الموسوعة البريطانية (الإنجليزية)

1. ↑  senat.fr (بالفرنسية), QID:Q111695467
2. ↑  Encyclopædia Britannica | Georges-Eugene, Baron Haussmann (بالإنجليزية), QID:Q5375741
3. ↑  Marc Dilet (13 Dec 2017). "Haussmann, Georges Eugène, Baron". Grove Art Online (بالإنجليزية). DOI:10.1093/GAO/9781884446054.ARTICLE.T036932. QID:Q103931293.
4. ↑  Gran Enciclopèdia Catalana | Georges-Eugène Haussmann (بالكتالونية), Grup Enciclopèdia, QID:Q2664168
5. ↑  GeneaStar | Georges Eugène Haussmann، QID:Q98769076
6. ↑  Proleksis enciklopedija | Georges-Eugène Haussmann (بالكرواتية), QID:Q3407324
7. ↑  Jules Moiroux (1908), Le cimetière du Père-Lachaise (بالفرنسية), Paris, p. 189, OCLC:829626523, QID:Q13413655{{استشهاد}}:  صيانة الاستشهاد: مكان بدون ناشر (link)
8. ↑  Paul Bauer (2006). Deux siècles d'histoire au Père Lachaise (بالفرنسية). Versailles. p. 408. ISBN:978-2-914611-48-0. OCLC:84152187. OL:16297244M. QID:Q13413419.{{استشهاد بكتاب}}:  صيانة الاستشهاد: مكان بدون ناشر (link)
9. ↑  « Le Baron Haussmann tel qu'en lui-même », Alexandre Gady, Le Figaro Littéraire, 23 novembre 2000, Lire en ligne [archive]], d'après les travaux de Pierre Caselle, cf. P. Casselle (éd.), Commission des embellissements de Paris : rapport à l'empereur Napoléon III rédigé par le comte Henri Siméon (décembre 1853), Paris : Rotonde de la Villette, 2000, 205 p. [وصلة مكسورة] نسخة محفوظة 27 يونيو 2013 على موقع واي باك مشين.